# Stop! Luke! Listen!
Stop! Luke! Listen! è un cortometraggio muto del 1917 prodotto e diretto da Hal Roach e interpretato da Harold Lloyd.

## Produzione
Il film fu prodotto dalla Rolin Films. Venne girato dal 9 al 26 novembre 1917.

## Distribuzione
Distribuito dalla Pathé Exchange, il film - un cortometraggio in due bobine - uscì nelle sale cinematografiche USA il 15 luglio 1917.